# Nio ES6
Der Nio ES6 ist ein batterieelektrisch angetriebenes Sport Utility Vehicle des chinesischen Automobilherstellers Nio.

## 1. Generation (2019–2023)
Die erste Generation der Baureihe wurde im Dezember 2018 in Shanghai vorgestellt. Zwischen 2019 und 2023 war es auf dem chinesischen Markt erhältlich. Das Design entstand bei Nio in München. Der ES6 der ersten Generation war nach dem ES8 das zweite in Großserie produzierte Fahrzeug des Elektroautoherstellers und war in der Standard- sowie in der Performance-Version erhältlich. 2020 wurde der Nio ES6 mit Best of Best des Automotive Brand Contest in der Kategorie Exterior Premium Brand ausgezeichnet.

### Technik
Der ES6 ist mit einem wechselbaren Batteriepaket ausgestattet, das wahlweise als 70-kWh-, 84-kWh- oder 100-kWh-Paket gebucht werden kann. Deren Masse beträgt etwa 500 kg. Zudem ist der ES6 das erste SUV mit sowohl Dauermagnet- als auch Induktionsmotor. Damit wird eine Reichweite von 430 km bzw. 510 km und 610 km nach NEFZ ermöglicht. Das Fahrzeug hat Allradantrieb und durch die Kombination von Aluminium und kohlenstofffaserverstärktem Kunststoff ist die Karosserie verhältnismäßig leicht und robust. Der Nio ES6 hat 544 PS und beschleunigt in 5,6 bzw. 4,7 Sekunden von 0 auf 100 km/h. Die Höchstgeschwindigkeit gibt der Hersteller mit 200 km/h an.

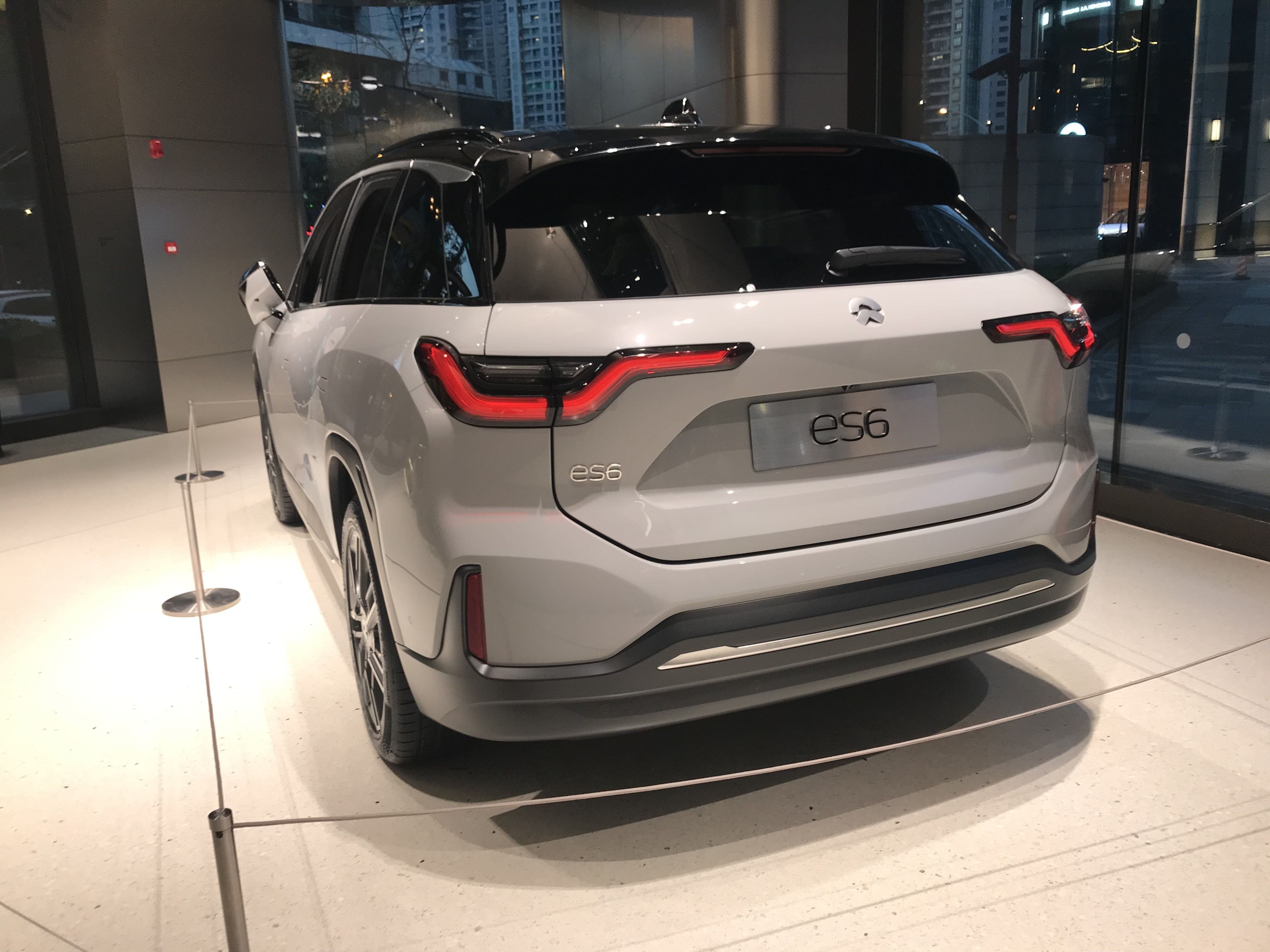
Heckansicht
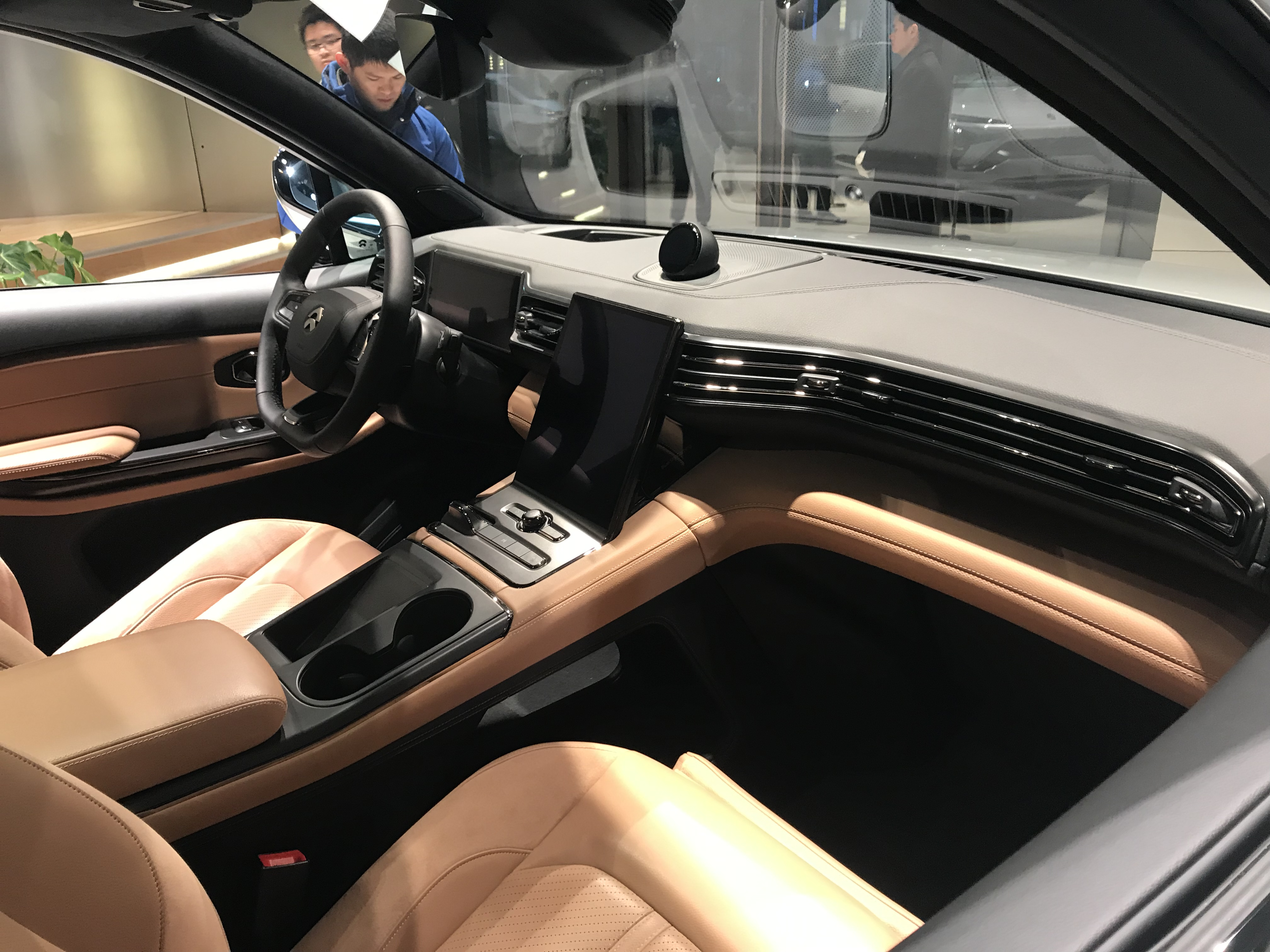
Innenraum

## 2. Generation (seit 2023)
| Sterne im Euro-NCAP-Crashtest |

Erste Daten zur zweiten Generation des ES6 wurden im Januar 2023 vorgestellt. Öffentlichkeitspremiere hatte sie im April 2023 auf der Shanghai Auto Show. Der Verkaufsstart in China erfolgte im Mai 2023. Sie wurde im Juni 2023 auch für den europäischen Markt vorgestellt. Hier wird sie wegen Namensrechtsansprüchen von Audi als Nio EL6 vermarktet. Eine überarbeitete Version der Baureihe präsentierte Nio im Mai 2025.
Der neue ES6 basiert wie die zweite Generation des ES8 auf einer neuen, „NT2.0“ genannten Plattform. Die Abmessungen ändern sich gegenüber der ersten ES6-Generation nur geringfügig.

### Technik
Der Akku ist wieder austauschbar. Den Antrieb übernimmt ein 150 kW (204 PS) starker Elektromotor an der Vorderachse und ein 210 kW (286 PS) starker Elektromotor an der Hinterachse. Aus dem Stand auf 100 km/h beschleunigen soll der ES6 in 4,5 Sekunden, die Höchstgeschwindigkeit wird mit 200 km/h angegeben.
Eine Neuerung ist das über Windschutzscheibe erkennbare Aquila-Sensorsystem zur Umfelderkennung. Dazu gehört hochauflösende Lidar-Technik.

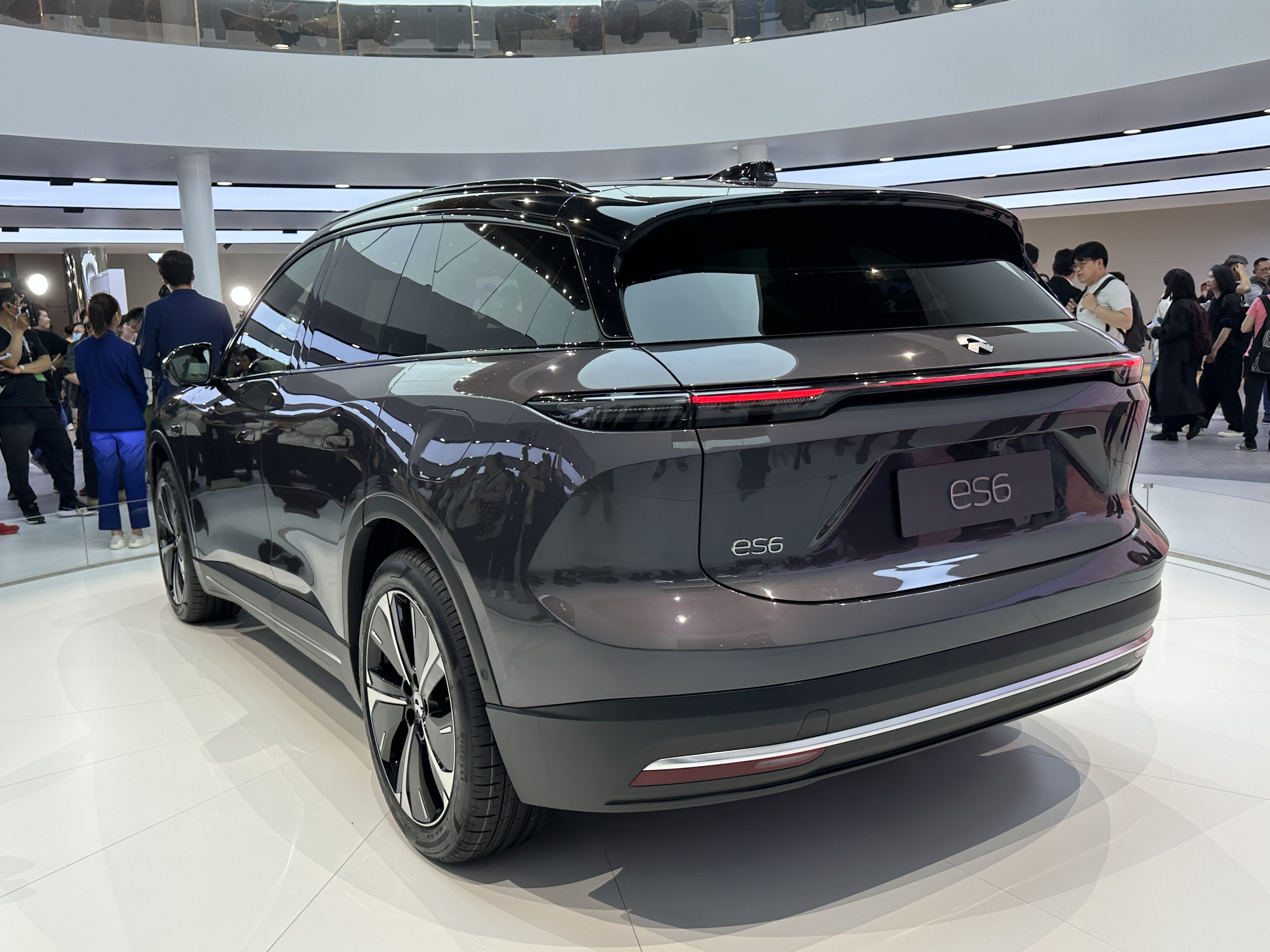
Heckansicht
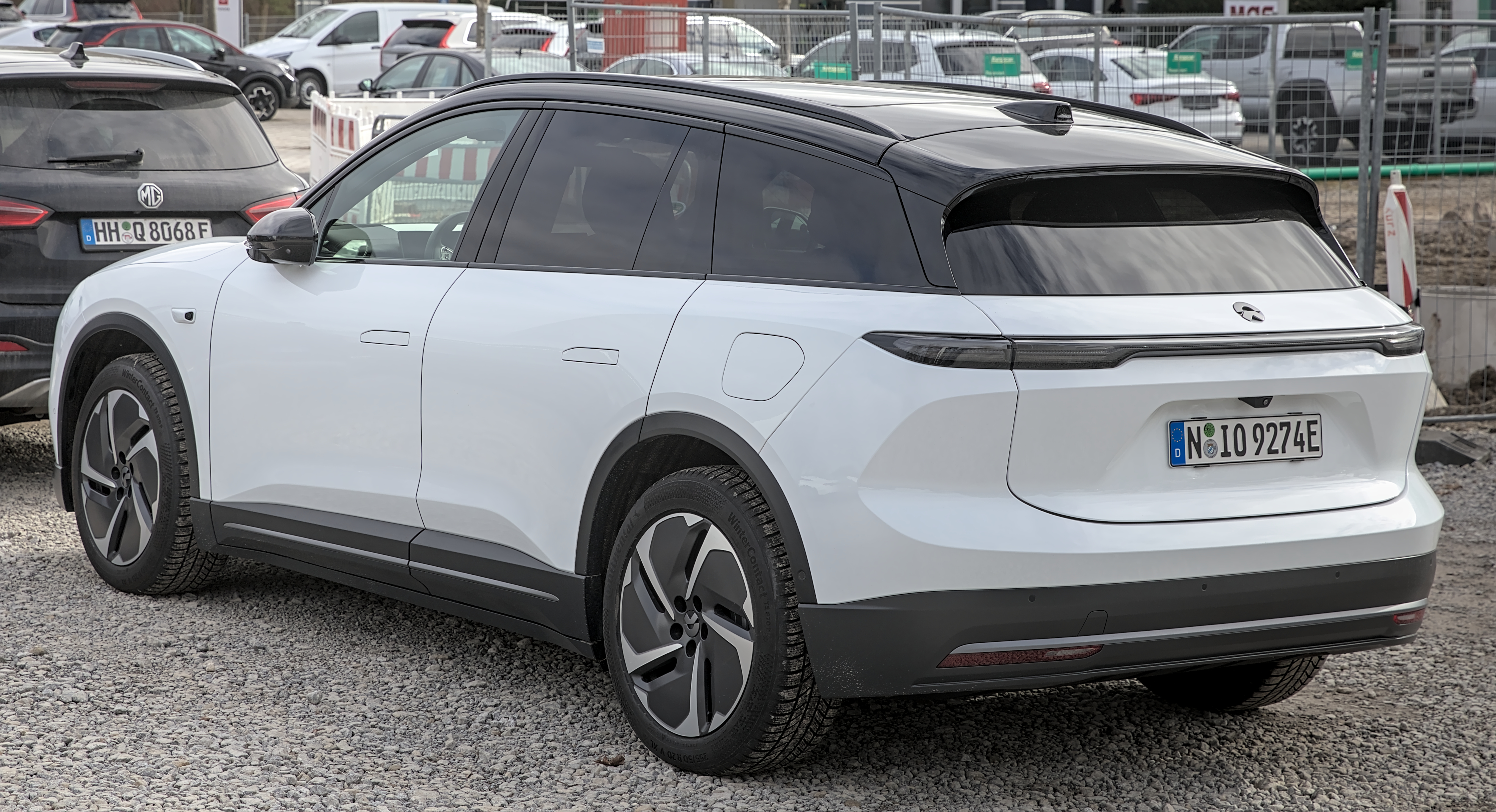
Nio EL6 (seit 2023)
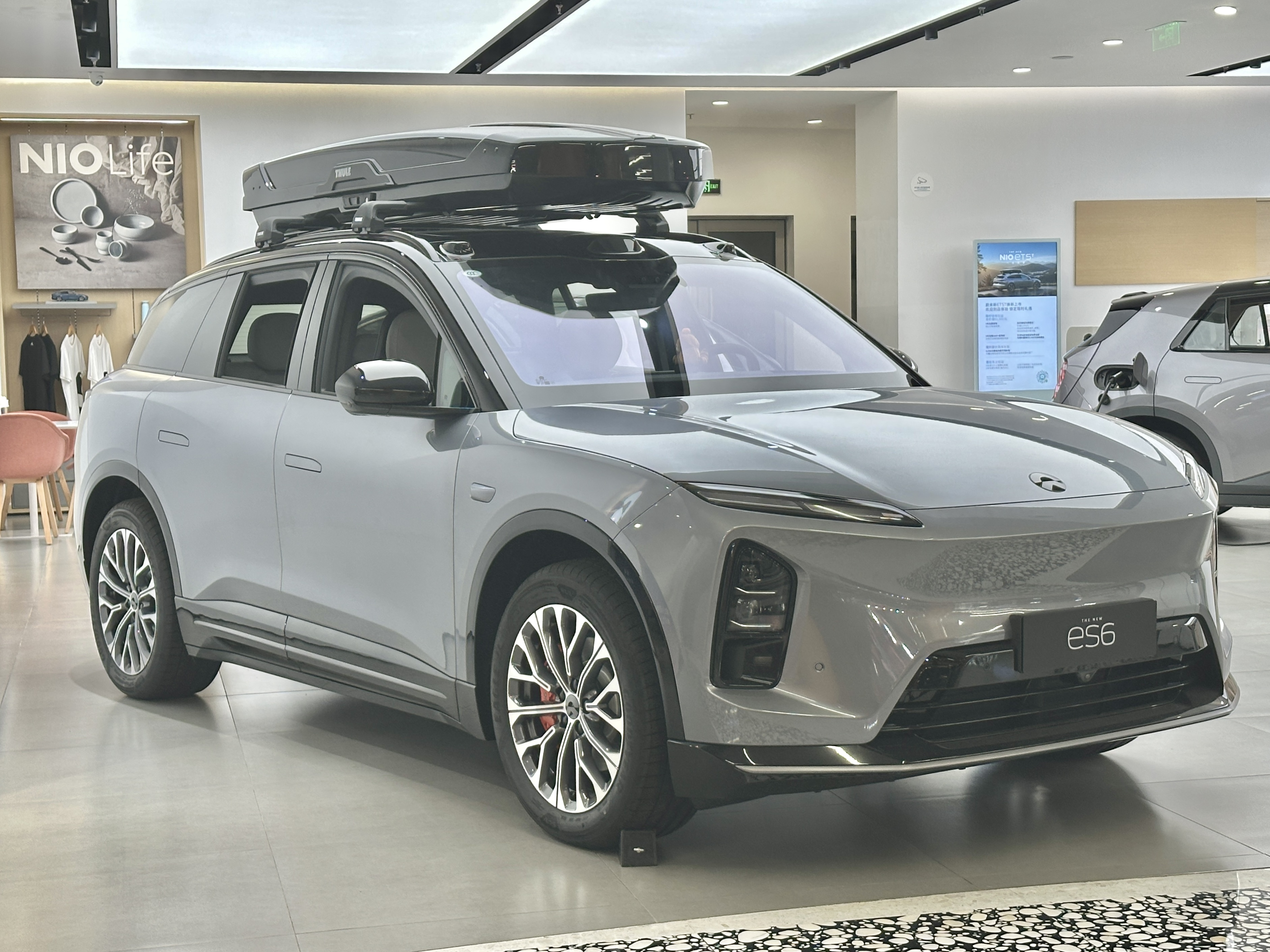
Nio ES6 (seit 2025)
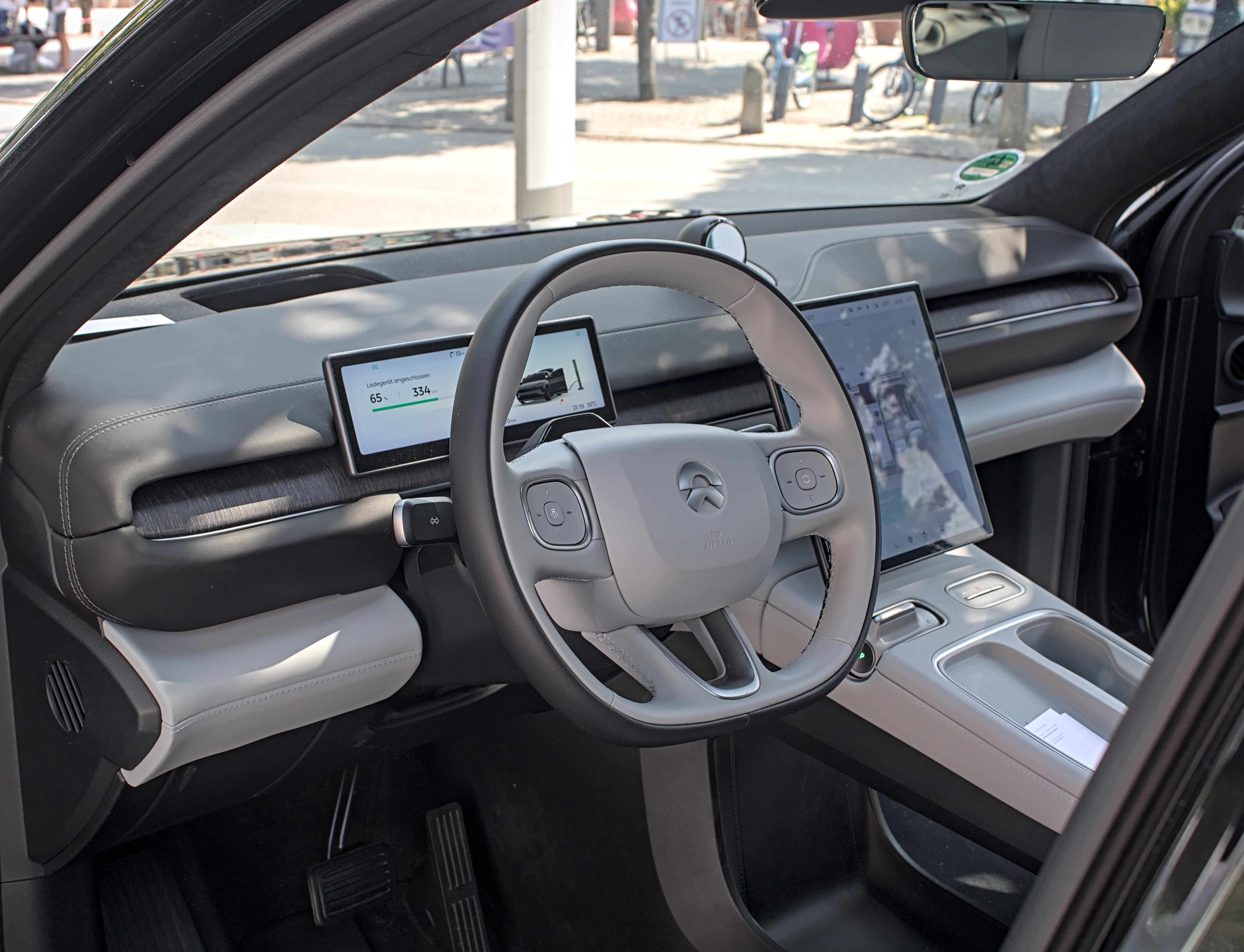
Innenansicht

### Sicherheit
Im Frühjahr 2024 wurde die zweite Generation der Baureihe vom Euro NCAP auf die Fahrzeugsicherheit getestet. Sie erhielt fünf von fünf möglichen Sternen.

## Zulassungszahlen in Deutschland
Seit dem Marktstart bis einschließlich Dezember 2024 wurden in der Bundesrepublik Deutschland insgesamt 138 Nio EL6 neu zugelassen.
|  |

|  |

|  |

|  |

|  |

|  |

|  |

|  |

|  |

|  |

|  |

|  |

|  |

|  |

|  |

|  |

|  |

|  |

|  |

|  |

|  |

|  |

|  |

|  |

|  |

|  |

|  |

|  |

|  |

|  |

|  |

|  |

|  | Allradantrieb (138) |

|  | Allradantrieb (138) |